# Loschwitzer Straße
Die Loschwitzer Straße  ist eine wichtige Hauptverkehrsader zwischen dem Dresdner Stadtzentrum und Blasewitz, an der zahlreiche denkmalgeschützte Gebäude stehen.

## Beschreibung
Die Loschwitzer Straße ist schon seit jeher die wichtigste Straße, die von Blasewitz zur Dresdner Innenstadt führt.
Ein erster Ausbau erfolgte im 19. Jahrhundert, gefolgt von einem weiteren Ausbau 1863, als Blasewitz eine neue Bedeutung als Dresdner Wohnvorort erhielt. Sie bildet am Königsheimplatz die Fortsetzung der Blasewitzer Straße und führt zum Blauen Wunder (Loschwitzer Brücke). Am östlichen Ende liegt die verkehrsberuhigte Zentralhaltestelle Schillerplatz der Dresdner Verkehrsbetriebe, das danach folgende, rund 50 Meter lange Stück von der Kreuzung mit der einmündenden Naumannstraße bis zum Schillerplatz trägt den Namen der Naumannstraße.

## Verkehr
Eine von Pferden gezogene Straßenbahn verkehrte hier seit 26. September 1872, gefolgt von der elektrischen Straßenbahn ab 1893. Auch heute noch ist die Strecke in Betrieb. An der Kreuzung Lothringer Weg und an der Kreuzung Prellerstraße sind Haltestellen.

## Bebauung (Auswahl)
Die meisten Gebäude an der Loschwitzer Straße stehen unter Denkmalschutz, so die Nr. 1, 2, 4, 5/5a, 6, 7, 12, 13, 14, 16, 17, 18, 19, 21, 23, 24, 27, 31, 31a, 33, 34, 35, 36, 37 38, 39, 40, 41, 42, 44, 50, 54, 56 und 58. Dies macht die Loschwitzer Straße zu einer der denkmalreichsten Straßen Dresdens.
Im folgenden eine Auswahl:
- Nr. 4 (Villa): Das Haus wurde 1902 nach Entwürfen von Heino Otto im Stil des Neobarock mit Anklängen an den Jugendstil fertiggestellt. Die Fassade ist verputzt mit stuckierter Jugendstilornamentik von H. Hahn schmücken das Haus. Das Gebäude ist asymmetrisch gegliedert, wobei ein Dreiecksgiebel mit seitlichem Treppenturm die Schaufassade zur Straßenseite hin, schmücken. Rundbogengiebel bilden den oberen Abschluss der Seitenfassaden zur Gartenseite hin. Florale Formen bestimmen die Jugendstilornamentik.[3]
- Nr. 7 (Villa Erbstein): Die Villa steht mit Garten und Einfriedung unter Denkmalschutz.
- Nr. 9 (Villa Friedland): Das Haus wurde in Gründerzeit fertiggestellt. Es gehört zu den umstrittenen Gebäuden des Villenvororts, da es 1993 trotz Bürgerproteste abgerissen wurde. Der Abbruch der alten Villa steht beispielhaft für die Gefahr, die historischer Bausubstanz droht, wenn diese nicht unter Denkmalschutz steht.
- Nr. 15a (Bürovilla): Gerd Fuchs & Partner errichteten einen dreigeschossigen Gebäudekomplex mit flachen Walmdach. Der Komplex besteht aus vier „auseinandergeschobenen Kuben“, die risalitartig an der Hausfassade hervortreten. Tiefe Einschnitte zwischen den vier blockartigen hervortretenden Baukörper prägen das äußere Erscheinungsbild des Hauses.[4]
- Nr. 19 (Villa Freisleben): Nach Entwürfen von Hans Paulick 1916 im Jugendstil errichtet. Das denkmalgeschützte Gebäude war auch der Sitz der einzigen Blattgoldschlägerei der DDR, ab 1972 bis zur Wende 1990 VEB Blattgold.
- Nr. 20 (Villa Agnes): Die Villa steht mit Teilen der Einfriedung unter Denkmalschutz.
- Nr. 21 (Villa St. Petersburg): Robert Henry Lüdicke, einst Hofgärtner des Zaren, ließ die Villa wurde 1872 im Stil des Historismus als Alterswohnsitz erbauten. Das 1995 sanierte, denkmalgeschützte Haus wird vom IBB als private Ganztagesschule genutzt.[5]
- Nr. 31 (Villa Kemmer): Die Villa wurde 1889 mit italienischen Renaissanceformen im Stil der Nicolai-Schule und einigen Neobarockelementen erbaut.
- Nr. 33 (Villa Seidlitz): Woldemar von Seidlitz, Doktor der Philosophie, ließ die Villa 1890 im Stil des Historismus erbauten. Oskar Zwintscher, Sascha Schneider, Robert Sterl und Max Liebermann gehörten zu seinen Gästen.
- Nr. 34 (Villa Pietzsch): Dr. Richard Pietzsch, Vater des Martin Pietzsch ließ 1864 das Haus erbauen und nutzte es als Ländliche Lehr- und Erziehungsanstalt für Knaben, woran noch eine lateinische Inschrift am Haus erinnert. Der Porträtmaler Emil von Hartitzsch wohnte seit 1876 in der Villa
- Nr. 36 (Villa Germania). Die Villa mit Hintergebäude und Einfriedung steht unter Denkmalschutz.
- Nr. 37 (Villa Ilgen): Martin Pietzsch, der Sohn des benachbarten Besitzers entwarf die Villa  1891 nach dem Vorbild griechischer Tempel erbauen. Es wurde nach dem späteren Eigentümer dem Unternehmer Ilgen benannt, der es 1904 erwarb.[6] Nach der Rückgabe der Villa an die Ilgen-Erben wurde sie saniert und ist nun Sitz der Hermann-Ilgen-Stiftung.
- Nr. 38 (Kanzlei- und Wohnhaus): Die denkmalgeschützte Villa wurde in der zweiten Hälfte des 19. Jahrhunderts errichtet. Der Altbau wurde nach denkmalpflegerischen Gesichtspunkten restauriert und  in seinen ursprünglichen Zustand zurückversetzt. Das Ingenieurbüro Michael Weiss und Partner aus Aachen, errichtete im Garten der Villa einen modernen, kubischen Pavillon der von der „transformierte[n] klassische[n] Moderne“[7] geprägt ist und eine „kubische Gebäudeform“ hat,[7] die teilweise aufgebrochen ist.[7]
- Nr. 42 (Villa Sidonienhof): Hermann Sigismund Neumann, preußischer Hofgartendirektor, ließ 1890 die denkmalgeschützte Villa im toskanischen Landhausstil erbauten.  Gedenkstele am Platz von Naumanns ehemaligem Wohnhaus

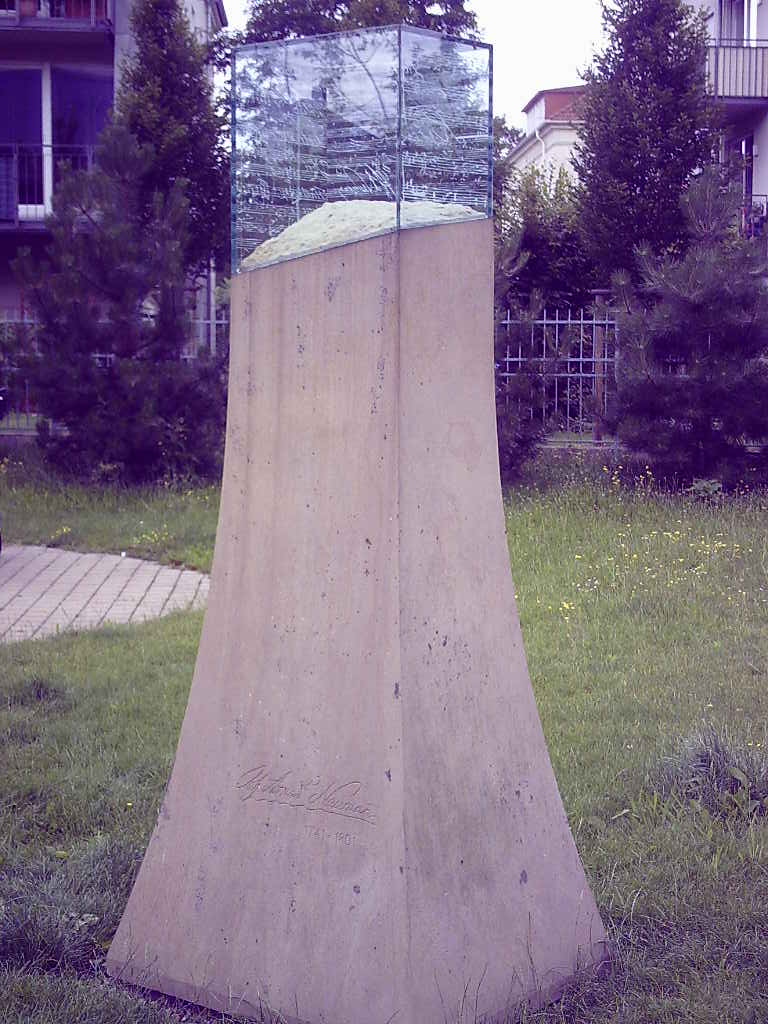
Gedenkstele am Platz von Naumanns ehemaligem Wohnhaus

- Nr. 56 (Naumanns Palais): Johann Gottlieb Naumann, Hofkapellmeister und Komponist ließ das Palais am Ende des 18. Jahrhunderts erbauen. Das Palais erhielt im Jahre 1890 im Zuge eines Um- und Ausbaus einen imposanten Turm. An der Stelle des im Krieg zerstörten Palais befindet sich das Einkaufszentrum „Schiller-Galerie“. 2001 wurde eine aus Sandstein und Glas geschaffene Gedenkstele mit Namenszug sowie Geburts- und Sterbejahr des Komponisten vom Loschwitzer Künstler Detlef Schweiger errichtet. Die Glaselemente sollen an Naumanns Kompositionen für die damals neuartige Glasharmonika erinnern.
- Nr. 58 (Haus Schubert): Ein denkmalgeschütztes Wohn- und Geschäftshaus aus der Gründerzeit.